# Gasseldorf

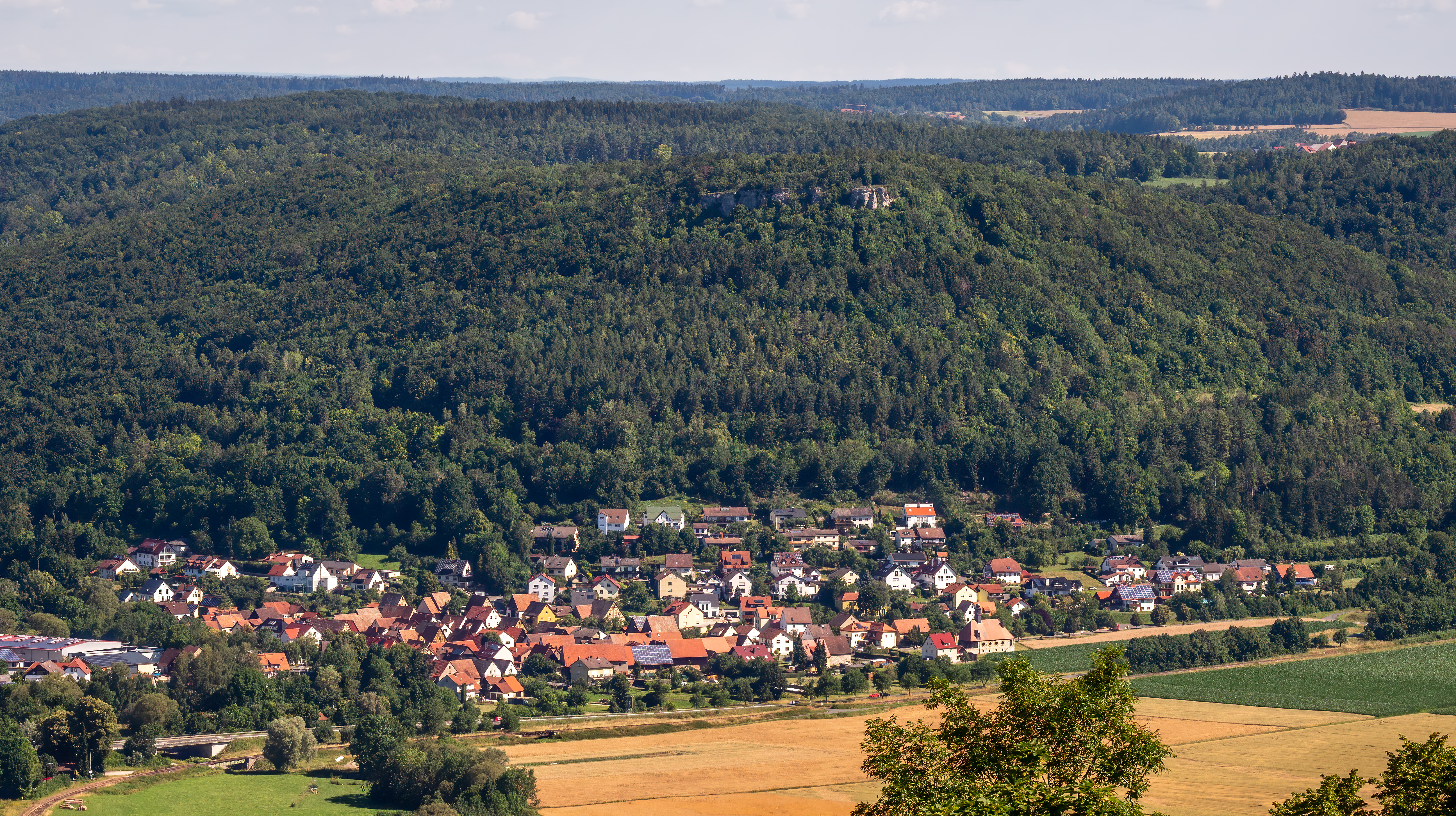
Luftbild Gasseldorf

Gasseldorf ist ein Gemeindeteil der Stadt Ebermannstadt im Landkreis Forchheim (Oberfranken, Bayern).

## Geografie
Das in der Wiesentalb gelegene Kirchdorf liegt etwa zweieinhalb Kilometer nordöstlich des Ortszentrums von Ebermannstadt auf einer Höhe von 299 m ü. NHN.

## Geschichte
Die erste urkundliche Erwähnung von Gasseldorf war 1267 mit dem Namen „Gastoldestorf“. Bis zum Beginn des 19. Jahrhunderts unterstand Gasseldorf der Landeshoheit des Hochstifts Bamberg. Die Dorf- und Gemeindeherrschaft übte das Amt Ebermannstadt als Vogteiamt aus. Auch die Hochgerichtsbarkeit stand diesem Amt als Centamt zu.
Als das Hochstift Bamberg infolge des Reichsdeputationshauptschlusses 1802/03 säkularisiert und unter Bruch der Reichsverfassung vom Kurfürstentum Pfalz-Baiern annektiert wurde, wurde Gasseldorf ein Teil der bei der „napoleonischen Flurbereinigung“ gewaltsam in Besitz genommenen neubayerischen Gebiete.
Durch die Verwaltungsreformen zu Beginn des 19. Jahrhunderts im Königreich Bayern wurde Gasseldorf mit dem Zweiten Gemeindeedikt 1818 eine Ruralgemeinde. Im Zuge der Gebietsreform in Bayern wurde die Gemeinde Gasseldorf am 1. April 1971 in die Stadt Ebermannstadt eingegliedert.

## Verkehr
Die Bundesstraße 470 führt am südöstlichen Ortsrand vorbei, von dieser zweigt die durch den westlichen Ortsbereich führende Staatsstraße 2187 ab. Der ÖPNV bedient das Dorf an einer Haltestelle der Buslinie 221 des VGN. Der nächstgelegene Bahnhof, der Endbahnhof der Wiesenttalbahn, befindet sich in Ebermannstadt.

## Baudenkmäler

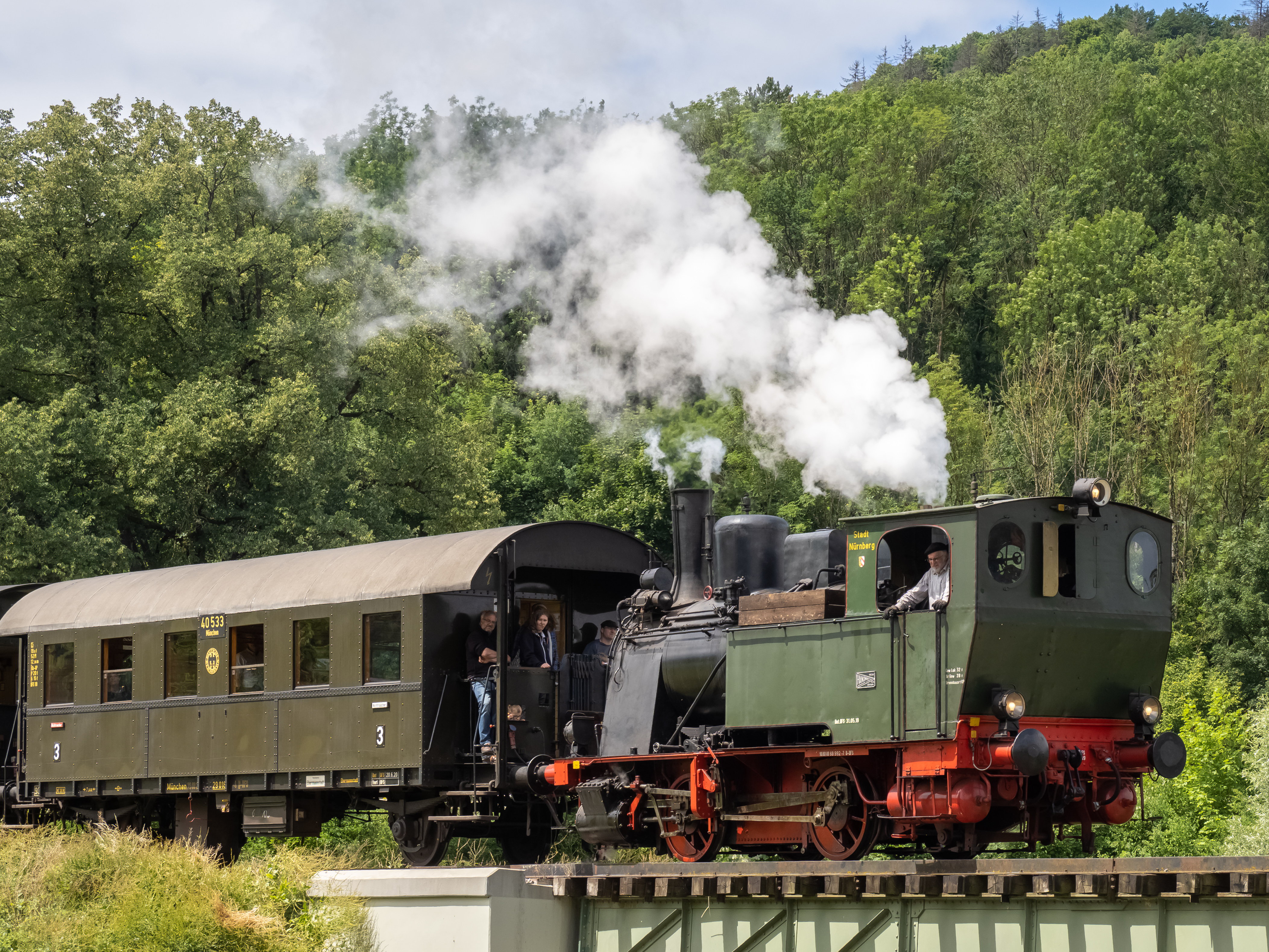
Dampfzug auf der Leinleiterbrücke

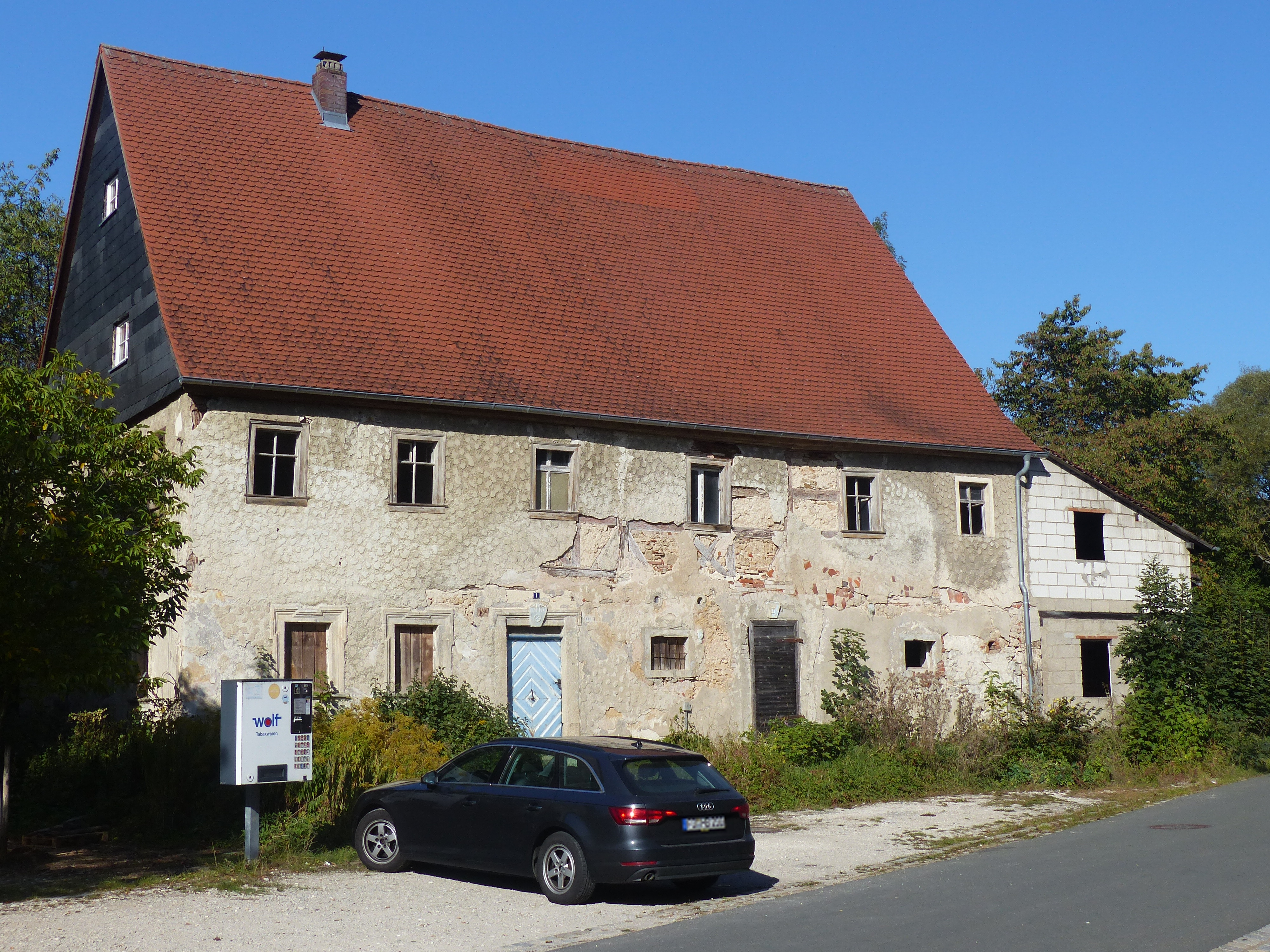
Die ehemalige Mühle des Dorfes

In und um Gasseldorf gibt es fünf denkmalgeschützte Objekte, darunter die Kirche des Ortes, eine ehemalige Mühle und ein Grenzstein im Wald oberhalb des Dorfes.